# Helsingborg Arena
Die Helsingborg Arena ist eine Mehrzweckhalle im Stadtteil Olympia der schwedischen Stadt Helsingborg, Provinz Skåne län, im Süden des Landes. Die Halle gehört der von der Gemeinde Helsingborg gegründeten Aktiengesellschaft Helsingborg Arena & Scen Aktiebolag. Betrieben wird sie von der Helsingborgs Evenemang och Idrottspark AB. Der Handballverein Olympic/Viking Helsingborg HK (Handbollsligan) und der Unihockeyverein FC Helsingborg (Svenska Superligan) tragen seit der Eröffnung ihre Heimspiele in der Arena aus.

## Geschichte
Die Planungen für den Bau begannen 2005. Der Entwurf stammt von Sweco Sverige mit dem verantwortlichen Architekten Staffan Premmert. Der Generalunternehmer war die MVB Syd AB. Ein großer Teil der Finanzierung des 411,5 Mio. SEK  (rund 39,88 Mio. €) teuren Baus geht auf die Spende der Stiftung Henry och Gerda Dunkers stiftelse, die vom Unternehmer (Helsingborgs Gummifabrik AB) und Philanthrop Henry Dunker (1870–1962) und seiner Frau gegründet wurde, zurück. Der symbolische Spatenstich erfolgte am 17. September 2010. Die Einweihung konnte am 30. November 2012 gefeiert werden. Dabei trat die schwedische Sängerin Anette Olzon auf.
Die Helsingborg Arena mit 21.000 m² Fläche und einer Höhe von 22,3 m verfügt über drei Hallenbereiche. Die große Arena A besitzt 4700 Plätze. Bei Konzerten sind es bis zu 5500. Die Trainingshallen Arena B und Arena C verfügen über 300 bzw. 100 Plätze. Alle drei bieten jeweils ein Spielfeld mit den Maßen 40 × 20 m.
Die Halle gehört zum städtischen Sportkomplex Olympia park mit u. a. dem Fußballstadion Olympia, der Eissporthalle Olympiarinken, der kleineren Veranstaltungshalle Idrottens hus (sie ist mit der Arena verbunden) sowie mehreren Fußballfeldern.
Am 7. und 8. Februar 2015 wurde die erste Runde der Weltgruppe II des Fed Cup zwischen Schweden und der Schweiz (1:3) in der Helsingborg Arena auf Hartplatz ausgetragen. Am 7. März 2015 fand die Musikveranstaltung Andra Chansen im Rahmen des Melodifestivalen in der Arena statt. Im April und Mai des Jahres wurden die Partien der U-19-Unihockey-Weltmeisterschaft in der Helsingborg Arena ausgetragen. Im Dezember 2016 war die Halle einer von insgesamt fünf Spielstätten der Handball-Europameisterschaft der Frauen.

## Galerie

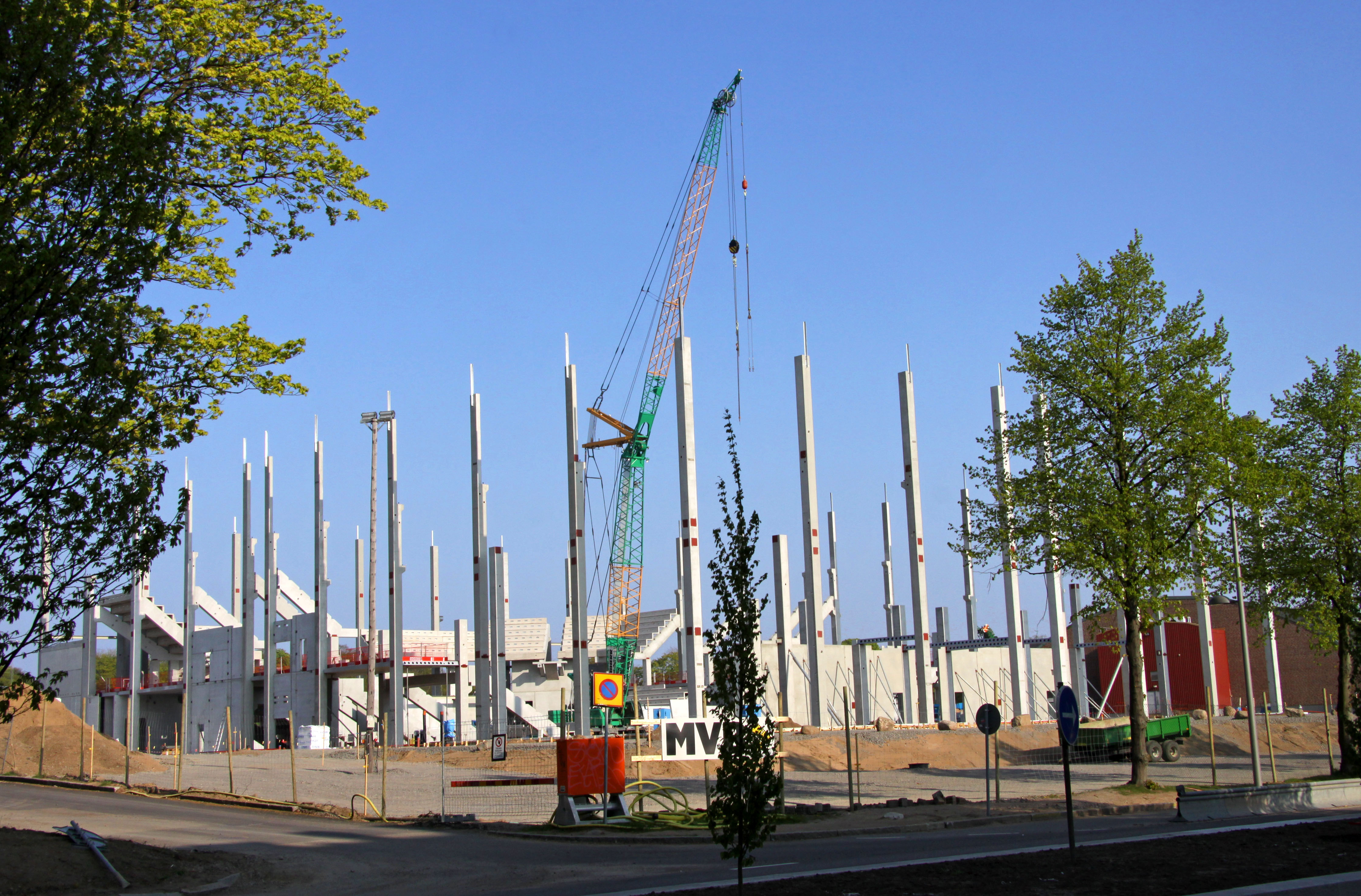
Die Baustelle im Mai 2011
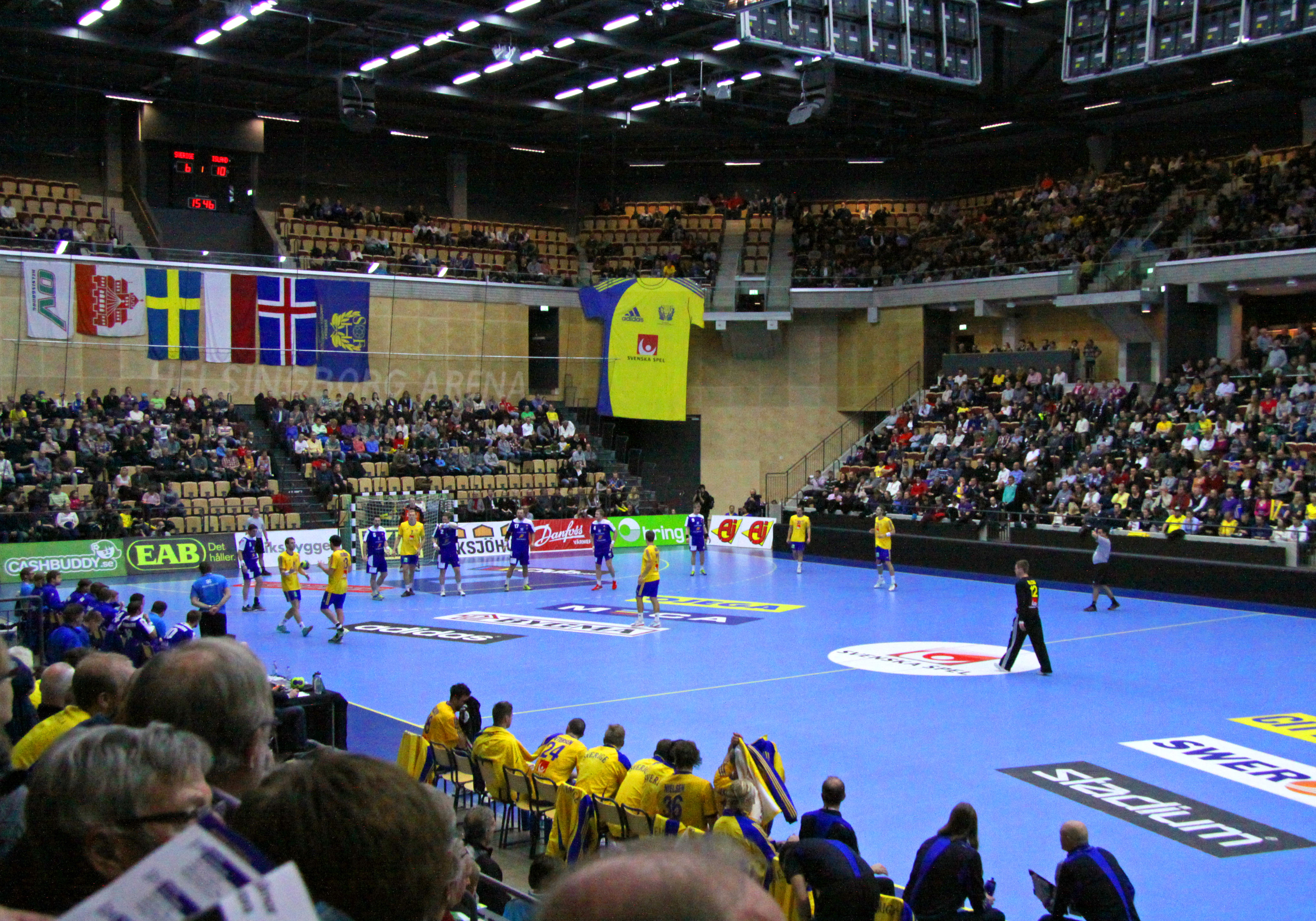
Handballländerspiel zwischen Schweden und Island am 8. Januar 2013 in der Helsingborg Arena
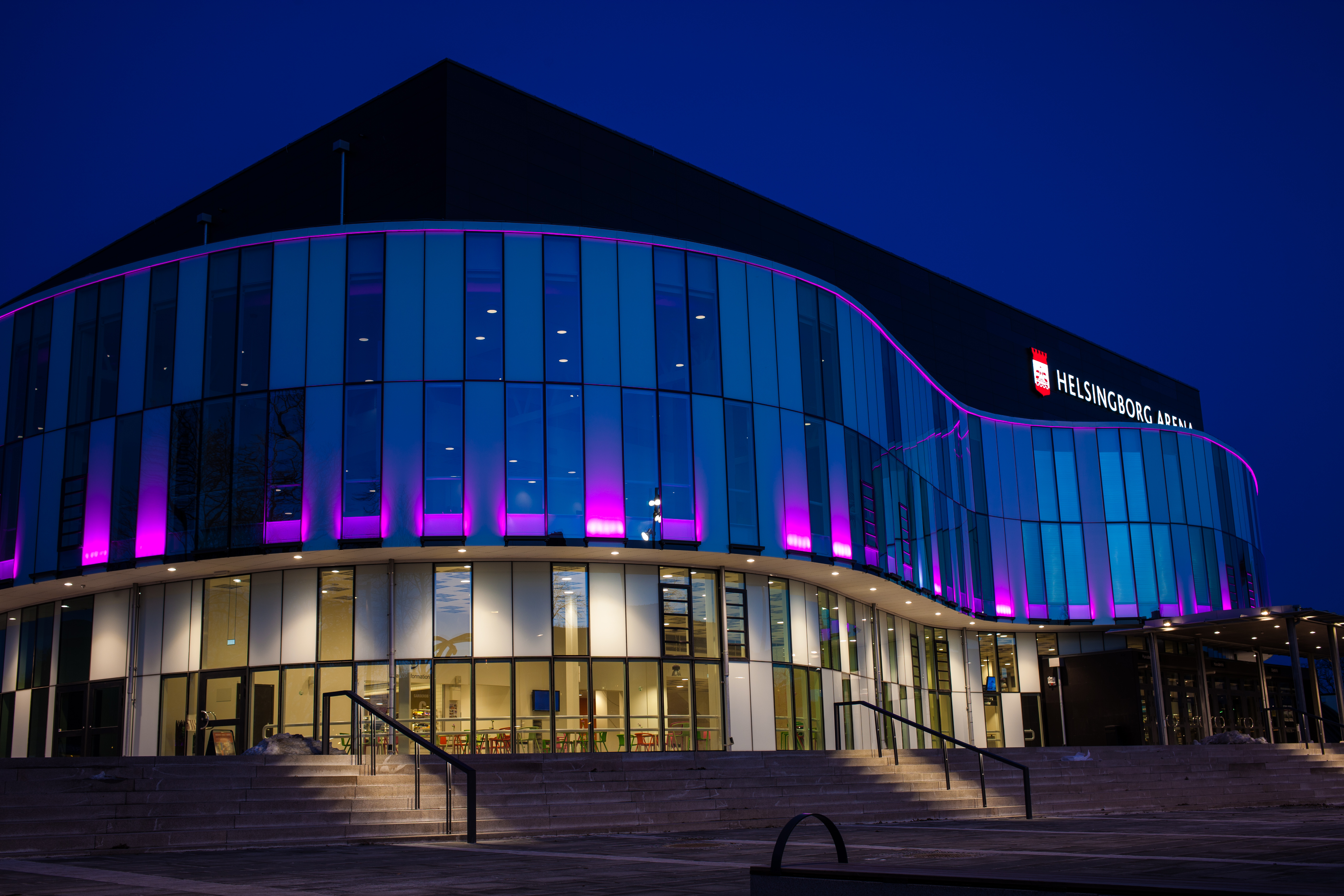
Die Arena in der Abenddämmerung (März 2013)
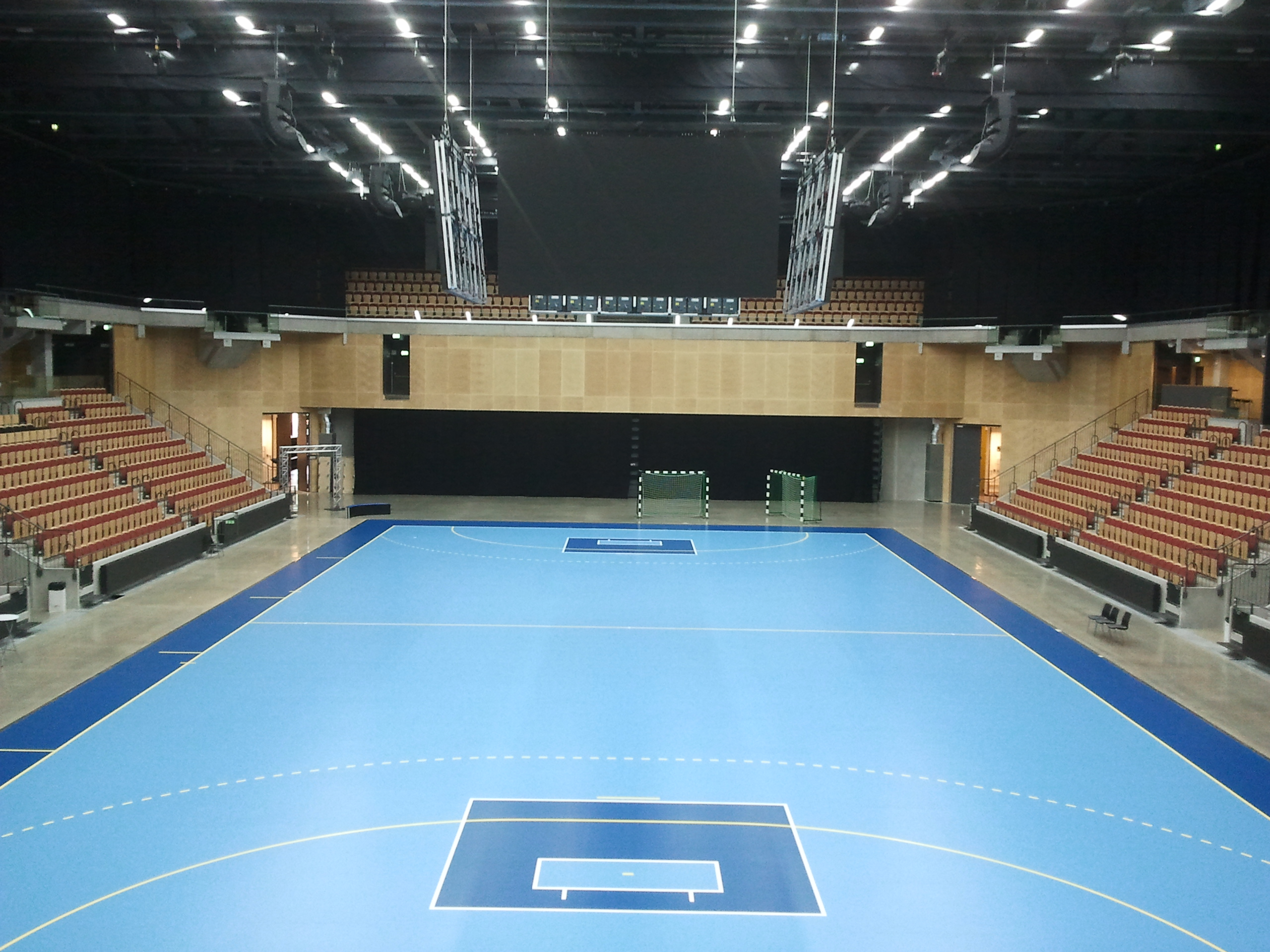
Die leere Arena A (Mai 2013)
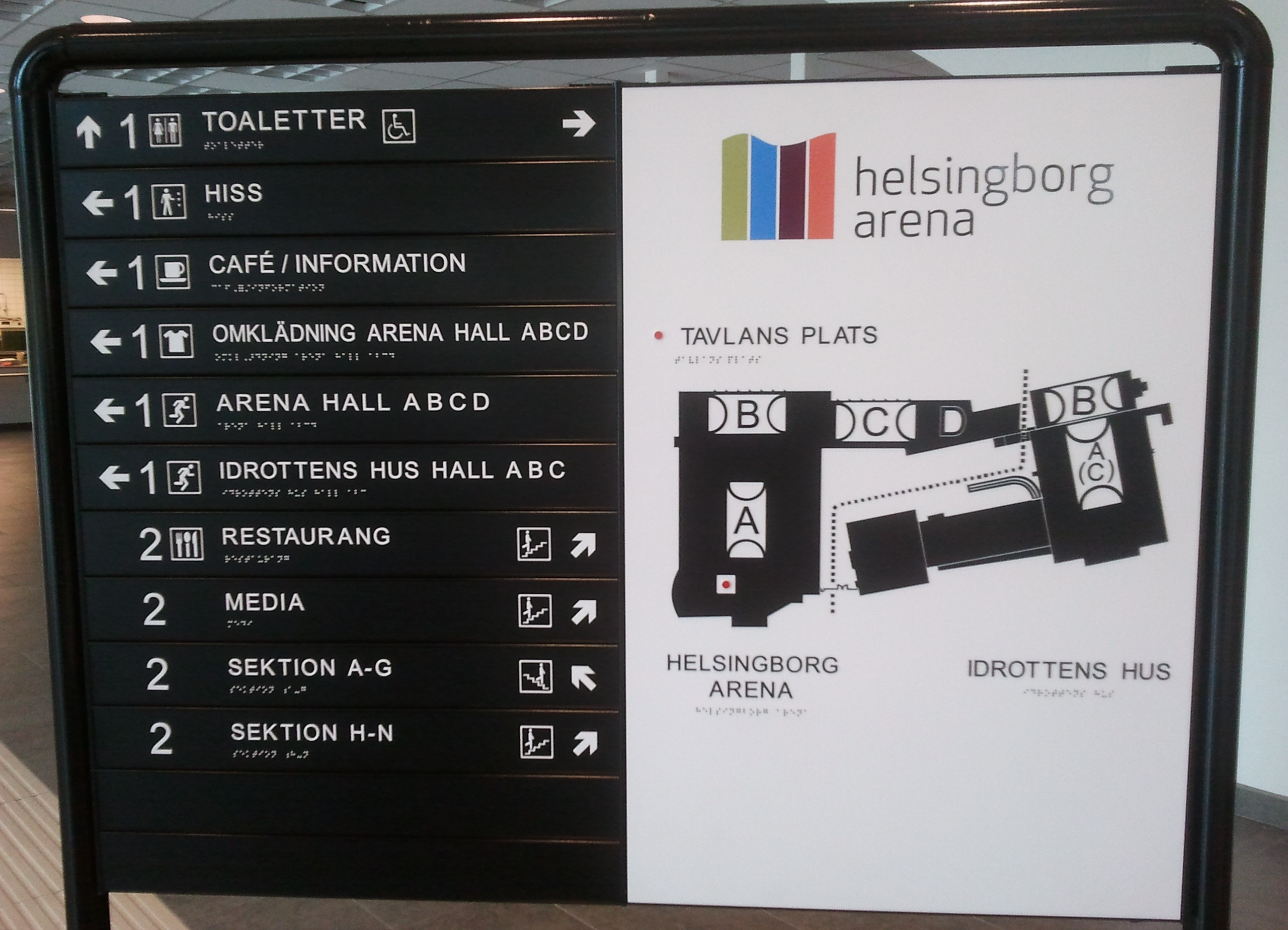
Informationstafel (Mai 2013)
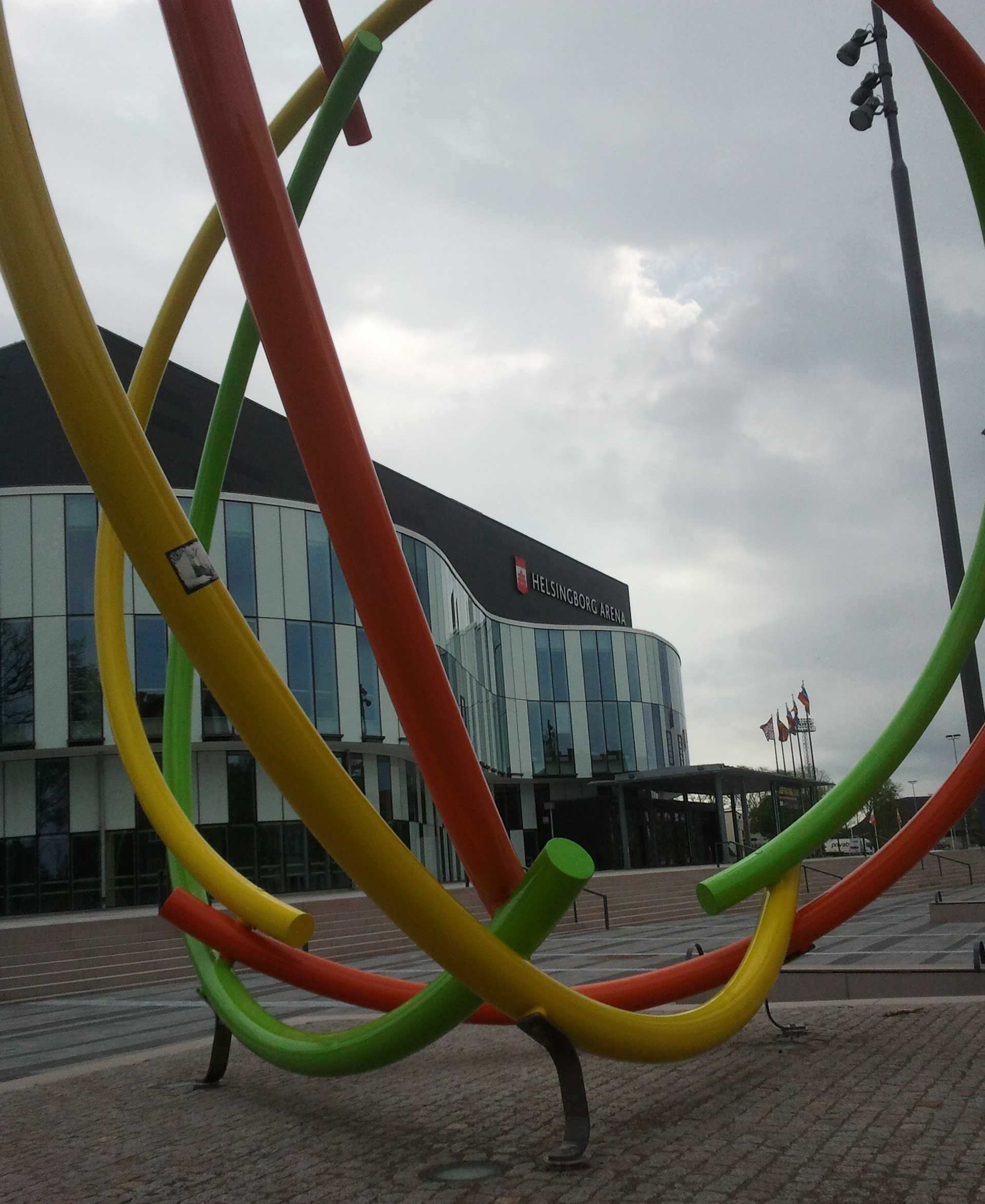
Vor der Halle steht das Kunstwerk Sfär (deutsch Kugel) vom Künstler Lars Englund (Mai 2013)